# ۲۰۳۷ (میلادی)
۲۰۳۷ (میلادی) ۲۰۳۷مین سال تقویم میلادی است.

## درگذشتگان
‎